# Hermann-Löns-Stadion
Das Hermann-Löns-Stadion ist ein Fußballstadion im Stadtteil Schloß Neuhaus der nordrhein-westfälischen Stadt Paderborn. Es war bis Ende der Saison 2007/08 die Heimspielstätte des Fußballvereins SC Paderborn 07. Der Namensgeber der Anlage ist der deutsche Dichter Hermann Löns.

## Stadion
Gebaut wurde das drei Tribünen umfassende Stadion in den 1950er Jahren. Als der damalige TuS Schloß Neuhaus 1982 als Westfalenmeister in die 2. Bundesliga aufstieg, wurde die Haupttribüne ausgebaut, seitdem wurde es jedoch nicht mehr grundlegend renoviert, was ein Grund dafür ist, dass die Sportstätte allgemein als baufällig eingestuft wird. Nach dem Aufstieg des SC Paderborn 07 in die 2. Bundesliga im Jahre 2005 erhielt das Stadion ein Jahr später erstmals eine Flutlichtanlage. Nur aufgrund dieser Tatsache erteilte der DFB den Betreibern eine Sondergenehmigung zur Austragung von Zweit- und Regionalligaspielen. Eine der mit dieser Erteilung verbundenen Auflagen war ein Umzug in ein zweitligafähiges Stadion in näherer Zukunft. 
Dies sollte schon zur Rückrunde der Saison 2005/06 mit dem Neubau der damaligen paragon arena geschehen, die Bauarbeiten ruhten jedoch bereits fünf Monate nach Baubeginn wieder, nachdem das Oberverwaltungsgericht für das Land Nordrhein-Westfalen in Münster die Baugenehmigung aufgrund von Anwohnerprotesten entzogen hatte. Daraufhin erhielt das Hermann-Löns-Stadion zum Beginn der Saison 2006/07 eine Zusatztribüne in Stahlrohrbauweise. Seit November 2007 wurde auf Grundlage einer neuen Baugenehmigung am neuen Stadion weitergebaut. Am 30. Juni 2008 wurde die fertiggestellte paragon arena an den SCP übergeben, er trägt dort seit der Saison 2008/09 seine Heimspiele aus. Nach dem Umzug wurden im Hermann-Löns-Stadion sowohl die Zusatztribüne als auch die Flutlichtanlage, welche in die neue Arena eingebaut wurde, bis auf deren Masten unverzüglich wieder zurückgebaut. Die Masten sollen später einmal für eine eventuell kleiner dimensionierte neue Flutlichtanlage eine Wiederverwendung finden.
Seit Sommer 2008 ist das Stadion Heimstätte des American-Football-Clubs AFC Paderborn Dolphins.

## Daten
Das Hermann-Löns-Stadion umfasst drei Tribünen mit einer Kapazität von 12.000 Plätzen. Davon sind 3604 überdachte Sitzplätze, der Rest sind Stehplätze. Der Gästebereich bietet ca. 3000 Zuschauern auf 2414 Steh- und 369 Sitzplätzen Platz.
Neben dem Hauptstadion verfügt das Sportgelände über einen Ascheplatz, dieser soll aber später in einen Kunstrasenplatz umgewandelt werden.

## Besonderheit
Eine Besonderheit des Geländes ist, dass eine Hochspannungsleitung direkt über das Stadion führt, was eine Einzigartigkeit im deutschen Profisport darstellt.

## Zuschauer
In den drei Zweitligajahren des SC Paderborn 07 bis zum Umzug ins neue Stadion im Sommer 2008 lag der Zuschauerschnitt zwischen 6300 und 6500 Besuchern und damit deutlich unter dem Zweitliga-Zuschauerdurchschnitt.